# Nina Holt
Nina Jane Holt (* 1. Februar 2003 in Erkelenz) ist eine deutsche Schwimm- und Rettungssportlerin.

## Laufbahn
Nina Holt ist seit 2022 in der Trainingsgruppe Bernd Berkhahn beim SC Magdeburg. Im Rettungssport startet Holt für die DLRG Ortsgruppe Harsewinkel.
Von November 2021 bis November 2022 trainierte sie am Bundesstützpunkt der DLRG in Warendorf unter Elena Prelle. Holt startete ihre Schwimmkarriere im TV Erkelenz 1860 e.V./SG Erkelenz-Hückelhoven und in der DLRG Ortsgruppe Erkelenz, bevor sie 2018 in die SG Mönchengladbach wechselte. Dort trainierte sie in der Trainingsgruppe von Dieter Sofka und behielt das Startrecht bis 2024.
Ihre bis dahin größten internationalen Erfolge feierte sie 2022 bei den World Games in Birmingham, Alabama und bei den Weltmeisterschaften im Rettungsschwimmen 2024 an der Gold Coast, Australien. Für ihre sportlichen Leistungen bei den World Games 2022 wurde Holt am 9. September 2022 von Bundespräsident Frank-Walter Steinmeier mit dem Silbernen Lorbeerblatt ausgezeichnet.
Nina Holt hält zwei Weltrekorde in der offenen Klasse im Rettungssport, 100 Meter kombinierte Rettungsübung in 1:05,75 min und 50 Meter Retten einer Puppe in 32,20 s. Außerdem hält sie mit Kerstin Lange, Undine Lauerwald und Vivian Zander den Weltrekord in der Gurtretterstaffel und mit Alica Gebhardt, Lena Oppermann und Undine Lauerwald den Weltrekord in der 4-mal-25-Meter-Puppenstaffel.
Bei den Weltmeisterschaften im Schwimmen 2023 in Fukuoka nahm Holt erstmals für die deutsche Nationalmannschaft im Schwimmen an zwei Wettbewerben teil: 4-mal-100-Meter-Freistil-Mixed-Staffel (Platz 8), 4-mal-200-Meter-Freistil (Platz 13).
2024 wurde Nina Holt deutsche Meisterin über 100 Meter Freistil und qualifizierte sich damit für zwei Staffeln bei den Olympischen Spielen in Paris. Dort erreichte Holt mit der 4-mal-100-Meter-Lagenstaffel, zusammen mit Laura Riedemann, Anna Elendt, Angelina Köhler, und mit der 4-mal-100-Meter-Lagen-Mixed-Staffel, zusammen mit Ole Braunschweig, Melvin Imoudo, Angelina Köhler, jeweils Platz 9.
2024 erreichte Holt bei der Kurzbahn WM in Budapest mit der 4-mal-100-Meter-Freistilstaffel mit Nina Sandrine Jazy, Nicole Meyer und Nele Schulze, Platz 8. Die Staffel schwamm im Vorlauf einen neuen deutschen Rekord in 3:30,37 min. Nina Holt erreichte bei ihrem ersten Einzelstart bei einer Schwimm-WM über 100 Meter Freistil Platz 12.
In 2025 wurde Holt über die Strecken 50 Meter, 100 Meter und 200 Meter Freistil deutsche Meisterin auf der Langbahn in Berlin und qualifizierte sich für die U23 Europameisterschaften in Šamorín, Slowakei, sowie die Weltmeisterschaften im Schwimmen in Singapur. 
Bei den U23 Schwimmeuropameisterschaften erreichte sie zwei Mal Platz 2. Über 100 Meter Freistil und mit Julianna Dora Bocska, Julian Koch und Martin Wrede führte sie mit der schnellsten Splitzeit des gesamten Feldes (53,26) auch die Mixed-Staffel über 4-mal-100 Meter Freistil auf den Silberrang.
Bei den Schwimmweltmeisterschaften in Singapur erreichte sie, über 100 Meter Freistil im Semifinale, Platz 14. Mit der Mixed-Staffel über 4-mal-100 Meter Freistil erreichte sie mit Josha Salochow, Rafael Miroslav und Nina Sandrine Jazy, in neuer deutscher Rekordzeit (03:24,87 Vorlaufzeit) Platz 8. Mit der Frauen-Staffel über 4-mal-100 Meter Lagen erreichte sie mit Lise Seidel, Angelina Köhler und Anna Elendt im Finale Platz 6.
Bei den World Games 2025 in Chengdu gewann Nina Holt 5 Goldmedaillen (3x mit der Staffel, 2x im Einzel).

## Erfolge

### Erfolge Rettungssport

#### Deutsche Meisterschaften
2025 Deutschen Einzelstreckenmeisterschaften in Mönchengladbach :
- 1. Platz 50 m Retten einer Puppe[4]

2023 Deutschen Einzelstreckenmeisterschaften in Stuttgart:
- 1. Platz und Weltrekord 50 m Retten einer Puppe[4]
- 1. Platz und Weltrekord 100 m kombinierte Rettungsübung[4]
- 1. Platz 200 m Hindernisschwimmen

2022 Deutschen Einzelstreckenmeisterschaften in Warendorf:
- 1. Platz und Weltrekord 100 m kombinierte Rettungsübung[4]
- 1. Platz 200 m Hindernisschwimmen
- 1. Platz 50 m Retten einer Puppe

#### Europameisterschaften
2023 Europameisterschaften Brügge, Belgien
- 1. Platz 200 m Hindernisschwimmen
- 1. Platz 50 m Retten einer Puppe
- 1. Platz und Weltrekord 100 m kombinierte Rettungsübung
- 1. Platz 4 × 25 m Retten einer Puppe (mit Alica Gebhard, Lena Oppermann, Undine Lauerwald)
- 1. Platz 4 × 25 m Gurtretterstaffel (mit Alica Gebhard, Lena Oppermann, Undine Lauerwald)
- 2. Platz Leinewerfen mit Lena Oppermann
- 3. Platz 4 × 50 m Hindernisschwimmen (mit Alica Gebhard, Undine Lauerwald, Lena Oppermann)
- 1. Platz Retten mit Gurtretter, Freiwasser (mit Undine Lauerwald, Olivia Binde, Lea Kötter)
- 2. Platz Brandungsschwimmen
- 2. Platz Rettungsstaffel, Freiwasser (mit Alica Gebhard, Lea Kötter, Olivia Binde)

2021 Europameisterschaften in Castellon de la Plana, Spanien:
- 1. Platz 4 × 50 m Rettungsstaffel (mit Vivian Zander, Joshua Perling, Tim Brang)
- 1. Platz 4 × 25 m Puppenstaffel (mit Kerstin Lange, Undine Lauerwald, Vivian Zander)
- 1. Platz 4 × 50 m Gurtretterstaffel (mit Kerstin Lange, Undine Lauerwald, Vivian Zander)
- 3. Platz 200 m Hindernisschwimmen
- 3. Platz Rettungsstaffel Freiwasser (mit Olivia Binde, Andrea Eling, Kerstin Lange)

#### World Games
2025 World Games in Chengdu, China:
- 1. Platz 50 m Retten einer Puppe
- 1. Platz 100 m kombinierte Rettungsübung
- 1. Platz 4 × 25 m Puppenstaffel (mit Undine Lauerwald, Lena Oppermann, Alica Gebhardt)
- 1. Platz 4 × 50 m Gurtretterstaffel (mit Undine Lauerwald, Lena Oppermann, Alica Gebhardt)
- 1. Platz 4 × 50 m Rettungsstaffel (mit Julia Hennig, Lena Oppermann, Undine Lauerwald)

2022 World Games in Birmingham, Alabama:
- 1. Platz 50 m Retten einer Puppe (World-Games-Rekord)
- 1. Platz 200 m Hindernisschwimmen
- 1. Platz 4 × 25 m Puppenstaffel (mit Kerstin Lange, Undine Lauerwald, Vivian Zander)
- 1. Platz und Weltrekord 4 × 50 m Gurtretterstaffel (mit Kerstin Lange, Undine Lauerwald, Vivian Zander)[4]
- 3. Platz 100 m Retten mit Flossen

#### Weltmeisterschaften
Weltmeisterschaft im Rettungssport 2024 an der Gold Coast, Australien:
- 1. Platz und Weltrekord 100 m kombinierte Rettungsübung[4]
- 1. Platz und Weltrekord 50 m Retten einer Puppe[4]
- 1. Platz 4 × 25 m Puppenstaffel und Weltrekord (mit Lena Oppermann, Alica Gebhardt und Undine Lauerwald)[4]
- 1. Platz 200 m Hindernisschwimmen
- 3. Platz 4 × 50 m Rettungsstaffel (mit Lena Oppermann, Alica Gebhardt und Undine Lauerwald)
- 3. Platz gemischte Rettungsstaffel (mit Lena Oppermann, Tim Brang und Felix Hoffmann)
- 3. Platz 4 × 50 m Hindernisstaffel (mit Alica Gebhardt, Undine Lauerwald und Lena Oppermann)

Weltmeisterschaft im Rettungssport 2022 in Riccione, Italien:
- 1. Platz und Weltrekord 100 m kombinierte Rettungsübung[4]
- 1. Platz und Europarekord 50 m Retten einer Puppe[17]

- 2. Platz 4 × 25 m Puppenstaffel (mit Kerstin Lange, Alica Gebhardt und Undine Lauerwald)
- 2. Platz 4 × 50 m Rettungsstaffel (mit Kerstin Lange, Alica Gebhardt und Undine Lauerwald)
- 3. Platz 4 × 50 m Hindernisstaffel (mit Kerstin Lange, Alica Gebhardt und Undine Lauerwald)
- 3. Platz 200 m Hindernisschwimmen
- 3. Platz Rettungsstaffel Freiwasser (mit Kerstin Lange, Olivia Binde, Andrea Eling)

### Erfolge Schwimmsport
Olympische Spiele
Olympische Sommerspiele in Paris, Frankreich 2025:
- 9. Platz 4 x 100 m Lagenstaffel

- 9. Platz 4 x 100 m Lagen-Mixed-Staffel

Weltmeisterschaften
Schwimmweltmeisterschaft Singapur, 2025:
- 6. Platz 4 x 100 m Lagen-Staffel

- 8. Platz 4 x 100 m Freistil-Mixed

- 10. Platz 4 x 100 m Freistil

- 14. Platz 100 m Freistil

Schwimmweltmeisterschaft Fukuoka, Japan 2023:
- 8. Platz 4 × 100 m Freistil-Mixed-Staffel

Kurzbahnweltmeisterschaften in Budapest, Ungarn 2024:
- 8. Platz 4 × 100 m Freistil

- 12. Platz 100 m Freistil

#### Deutsche Meisterschaften
2025 Deutsche Schwimmmeisterschaften in Berlin:
- 1. Platz 50 m Freistil
- 1. Platz 100 m Freistil
- 1. Platz 200 m Freistil[18]

2024 Deutsche Schwimmmeisterschaften in Berlin:
- 1. Platz 100 m Freistil[19]

2023 Deutsche Kurzbahn-Meisterschaften Schwimmen in Wuppertal:
- 2. Platz 200 m Freistil
- 3. Platz 200 m Lagen

2022 Deutsche Schwimmmeisterschaften in Berlin:
- 3. Platz 50 m Freistil[21]

2019 Deutsche Jahrgangsmeisterschaften in Berlin:
- 1. Platz 200 m Rücken[22]

## Auszeichnungen
- Für ihre sportlichen Leistungen bei den World Games wurde Holt am 9. September 2022 von Bundespräsident Frank-Walter Steinmeier mit dem Silbernen Lorbeerblatt ausgezeichnet.[3]
- NRW FELIX-Award 2022 „Newcomerin des Jahres“[23]